# Càmera bridge
Una càmera bridge o càmera pont és una càmera digital amb funcions avançades (modes manuals, control de format RAW), amb una lent de gran abast i versàtil, no intercanviable  i un visor electrònic.

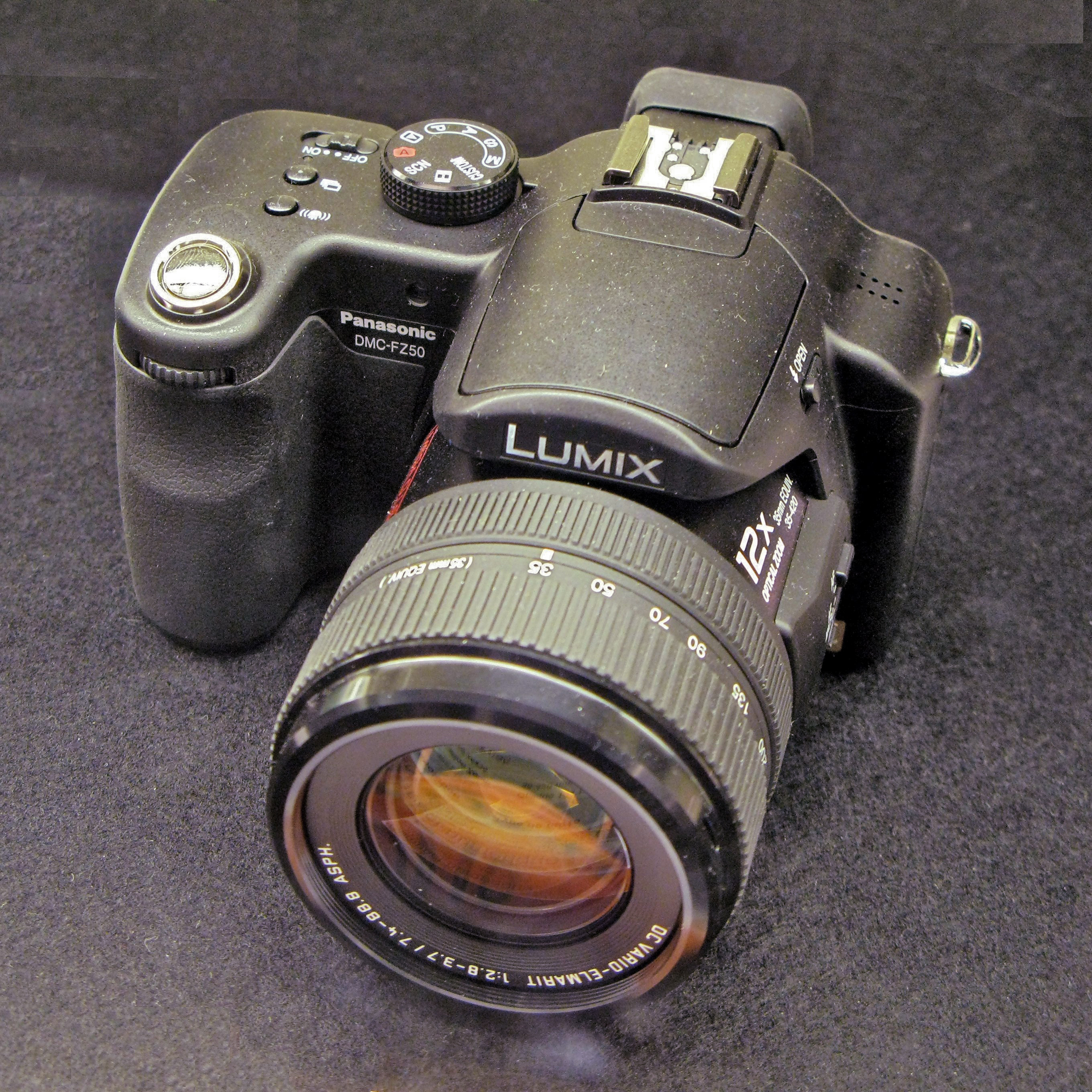
Un càmera "bridge", la Panasonic Lumix DMC-FZ50.

El nom ve de l'anglès camera bridge (que vol dir càmera pont en català), ja que les bridge es troben en un punt intermedi entre les càmeres compactes i les DSLR, categories d'equips entre les quals es troben tant en termes de rendiment, mida i preu.
Tècnicament, les càmeres bridge incorporen sensors més petits, que les distingeix de les DSLR (generalment equipades amb un sensor del format APS-C o Full Frame) fet que les apropa a les càmeres compactes, inclòs el terme de qualitat fotogràfica. Els sensors més petits estan més exposats al soroll digital, proporcional a la sensibilitat ISO que utilitzin.
Però aquests petits sensors, que per la seva naturalesa redueixen l'estrès de l'òptica, permeten el disseny de zooms brillants d'alta amplitud - fins a 30X - (equivalent a 720mm amb el factor de retall), donant a aquests aparells una gran versatilitat per al fotògraf aficionat en un format relativament compacte.
La mida addicional d'una càmera bridge en comparació amb una compacte, deixa espai per a col·locar un sensor d'imatge més gran, un objectiu més lluminós o un zoom més gran, o la combinació dels dos aspectes.
Una càmera bridge en general no permet acoblar-li un altre objectiu, llevat que el fabricant hagi previst un anell adaptador.

## Sensors més grans en càmeres bridge
Igual que en les càmeres compactes, actualment també existeix la tendència d'incorporar sensors més grans en aquest tipus de càmera.
El 2013, Sony va presentar la seva primera bridge amb sensor d'1", la RX10, una càmera més gran i pesada que la gamma HX però amb una qualitat òptica més elevada.
El 2014, Panasonic va presentar la FZ1000, també amb un sensor d'1", però amb més zoom que la Sony RX10, arribant a una focal equivalent a 400mm, enfront dels 200mm de la Sony.

## Sèries de càmeres bridge
- Canon PowerShot S i SX[6]
- Nikon P[7]
- Sony DSC-R, DSC-H i DSC-HX[8]
- Olympus SP[9]
- Panasonic Lumix DMC-FZ[10]
- Fujifilm FinePix S[11]
- Pentax X[12]
- Kodak EasyShare P i Z[13]
- Casio Exilim Pro EX[14]